# J. R. Kealoha
J.R. Kealoha (mort en 1877) est l'un des rares citoyen du royaume d'Hawaï à combattre dans la guerre de Sécession. Servant dans un régiment des United States Colored Troops, Kealoha participe à la campagne de Richmond-Pétersbourg. Il est présent lors de la reddition inconditionnelle de Robert E. Lee et de l'Armée de Virginie du Nord à Appomattox Court House le 9 avril 1865,.

### Ouvrages
- (en) Samuel P. Bates, History of Pennsylvania volunteers, 1861–5; Prepared in Compliance with Acts of the Legislature, vol. V, B. Singerly, State Printer, Harrisburg, PA, 1871 (lire en ligne)
- (en) Christopher Cox, History of Pennsylvania Civil War Regiments : Artillery, Cavalry, Volunteers, Reserve Corps, and United States Colored Troops, Raleigh, NC, Lulu Publishing, 2013 (ISBN 978-1-300-71312-8, lire en ligne)
- (en) Ralph Simpson Kuykendall, The Hawaiian Kingdom 1778–1854, Twenty Critical Years, vol. 2, Honolulu, University of Hawaii Press, 1953, 310 p. (ISBN 978-0-87022-432-4, lire en ligne)
- (en) Anita Manning et Justin W. Vance, Asians and Pacific Islanders and the Civil War, Washington, D. C., National Park Service, 2015, « Pacific Islanders and the Civil War »
- (en) Gary Okihiro, American History Unbound : Asians and Pacific Islanders, Oakland, University of California Press, 2015, 520 p. (ISBN 978-0-520-96030-5, lire en ligne)
- (en) Heike Raphael-Hernandez et Shannon Steen, AfroAsian Encounters : Culture, History, Politics, New York, New York University Press, 2006, 342 p. (ISBN 978-0-8147-7581-3, lire en ligne), p. 321

### Articles
- (en) Ralph Thomas Kam, « Commemorating the Grand Army of the Republic in Hawaiʻi: 1882–1930 », Hawaiian Historical Society, Honolulu, vol. 43,‎ 2009
- (en) Anita Manning et Justin W. Vance, « Hawaiʻi at Home During the American Civil War », Hawaiian Historical Society, Honolulu, vol. 47,‎ 2014
- (en) Robert C. Schmitt, « Hawaiʻi's War Veterans and Battle Deaths », Hawaiian Historical Society, Honolulu, vol. 32,‎ 1998

### Ressources numériques
- (en) « Hawaiians in the Civil War, March 2015 », National Park Service (consulté le 5 août 2015)
- (en) « Hawaiʻi Sons of The Civil War: A Documentary Film », sur Hawaiʻi Sons of The Civil War (consulté le 5 août 2015)